# قشلاق غلمعلي حاج سواد (مقاطعة بيله سوار)
قشلاق غلمعلي حاج سواد (بالفارسية: قشلاق گلمعلی حاج سواد) هي منطقة سكنية تقع في إيران في أردبيل. يقدر عدد سكانها بـ 29 نسمة .